# Dezinformarea în invazia rusă din Ucraina

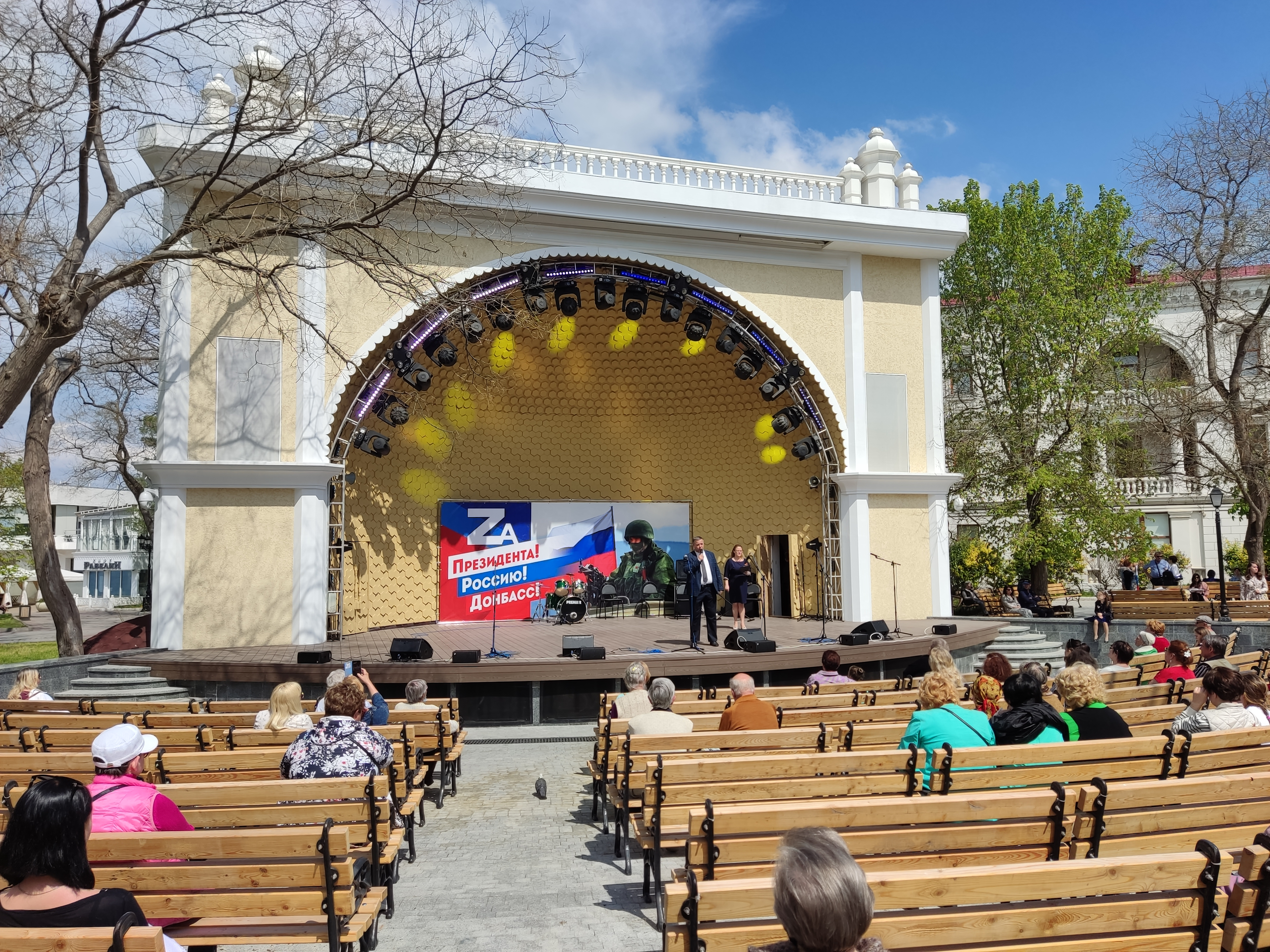
Un miting de propagandă rusească la Sevastopol, în aprilie 2022, care prezintă invazia rusă a Ucrainei drept o apărare a Donbasului. Sloganul spune: „Pentru președinte! Pentru Rusia! Pentru Donbas!”

Ca parte a invaziei rusești în Ucraina, statul rus și mass-media controlate de stat au răspândit dezinformarea, utilizată ca armă în cadrul războiului lor informațional împotriva Ucrainei. De asemenea, mass-media și politicienii ucraineni au fost acuzați de propagandă și de exagerări, dar aceste eforturi au fost descrise ca fiind mai limitate decât campania rusă de dezinformare.
Propaganda rusă și știrile false au atacat dreptul Ucrainei de a exista ca stat independent, acuzând Ucraina că este un stat neonazist, că ar comite genocid împotriva vorbitorilor de limbă rusă, că dezvoltă arme nucleare și biologice și că este influențată de satanism. De asemenea, propaganda rusă acuză NATO că controlează Ucraina și că folosește infrastructura militară din Ucraina pentru a amenința Rusia. O mare parte din această dezinformare a fost răspândită de grupuri organizate de propagandiști online, cunoscute și sub numele de „brigăzi web rusești”. Această propagandă a fost respinsă pe scară largă de comunitatea internațională, fiind considerată falsă și creată pentru a justifica invazia și chiar genocidul împotriva ucrainenilor. Statul rus neagă comiterea de crime de război în Ucraina, iar mass-media rusă a atribuit în mod fals unele dintre aceste crime forțelor ucrainene. O parte din dezinformare are scopul de a submina sprijinul internațional pentru Ucraina și de a crea ostilitate împotriva refugiaților ucraineni.
Dezinformarea rusă a avut un succes considerabil în interiorul Rusiei, ajutată de cenzurarea știrilor de război și controlul strict al statului asupra mass-mediei. Datorită cantității mari de dezinformare, presa rusă a fost restricționată în multe țări occidentale, ceea ce i-a afectat reputația. Cu toate acestea, Rusia a avut mai mult succes în răspândirea narațiunilor sale în țările din Sudul Global, inclusiv în regiunea Sahel din Africa. Resentimentele față de trecutul colonial francez și criza insurgentă islamistă din Sahel au creat un teren fertil pentru narațiuni anti-occidentale. În Burkina Faso, lovitura de stat din septembrie 2022 a declanșat temeri în Occident că noul lider, Ibrahim Traoré, va solicita sprijinul Rusiei în detrimentul Franței pentru a combate insurgența. Liderul Grupului Wagner, Evgheni Prigojin, a folosit ferme de troli pentru a promova sentimente pro-ruse și anti-occidentale în Africa, iar el l-a felicitat pe Traoré pentru preluarea puterii. Alte lovituri de stat recente din regiune, inclusiv cele din Mali și Niger, au fost atribuite și influenței ruse, având lideri de lovituri de stat cu relații apropiate cu Rusia.
Propaganda și dezinformarea sponsorizate de Ucraina s-au axat în special pe prezentarea unor rapoarte optimiste despre desfășurarea războiului și pe promovarea unor povești patriotice.

## Teme rusești
Dezinformarea (definită ca minciuni sau exagerări menite să influențeze opinia publică) a fost răspândită pe scară largă de statul rus, mass-media controlate de stat, propagandiști și grupuri de influență online ca parte a invaziei Rusiei în Ucraina. Scopul acesteia este de a crea sprijin intern și extern pentru invazie și de a slăbi opoziția față de război. De asemenea, propaganda rusă vizează să divizeze alianțele occidentale care sprijină Ucraina, să contracareze NATO și să ascundă sau nege crimele de război rusești.
Printre temele centrale ale propagandei și dezinformării rusești se numără:

### Negarea națiunii și statalității ucrainene
Propaganda rusă a vizat identitatea națională ucraineană, portretizându-i pe ucraineni drept „mici ruși” sau drept parte integrantă a „națiunii rusești”. Aceasta este o temă recurentă în retorica imperialistă și naționalistă rusă încă din secolul al XVII-lea. Președintele Vladimir Putin a pus în repetate rânduri la îndoială existența unei identități ucrainene distincte și legitimitatea Ucrainei ca stat independent. În eseul său din 2021 „Despre unitatea istorică a rușilor și ucrainenilor”, Putin a afirmat că nu există o bază istorică pentru ideea unui popor ucrainean separat de ruși. Retorica oficială și mediatică rusă a promovat ideea că Ucraina a fost dintotdeauna parte a Rusiei. Cu toate acestea, istorici și experți internaționali, precum Björn Alexander Düben, au criticat aceste afirmații ca fiind neoimperialiste și neconforme cu realitatea istorică.
Dmitri Medvedev, fost președinte al Rusiei și vicepreședinte al Consiliului de Securitate al Rusiei a susținut, de asemenea, că „Ucraina NU este o țară” și că ucraineana „NU este o limbă”, ci doar un „dialect” al limbii ruse. Medvedev a declarat că Rusia va continua războiul până la desființarea Ucrainei ca stat independent.
Astfel de afirmații fac parte din ceea ce unii experți au descris ca o campanie de incitare la genocid din partea autorităților ruse. Raportorii speciali ai Organizației Națiunilor Unite au condamnat încercările autorităților ruse de a șterge cultura, limba și istoria ucraineană și de a le înlocui forțat cu cele rusești.
După Revoluția ucraineană din 2014, retorica rusă a descris guvernul ucrainean ca fiind nelegitim, folosind termeni precum „regimul de la Kiev” sau „junta nazistă/fascistă”. Putin a caracterizat guvernele ucrainene ca fiind conduse de „drogați și neonaziști” și a afirmat că Ucraina este sub control extern din partea Occidentului, în special al Statelor Unite.
În februarie 2024, Putin a afirmat că războiul din Ucraina are „elemente de război civil” și că „poporul rus va fi reunit”, aliniindu-se cu narațiunile promovate de Biserica Ortodoxă Ucraineană, o ramură a Bisericii Ortodoxe Ruse, care sprijină în mare măsură Invazia rusă și care se roagă public pentru victoria militară a Rusiei. Cu toate acestea, guvernul oficial al Ucrainei a subliniat că ucrainenii și rușii nu sunt un singur popor și că ucrainenii se identifică ca o națiune independentă. Un sondaj realizat în aprilie 2022 a arătat că 91% dintre ucraineni nu susțin ideea că „rușii și ucrainenii sunt un singur popor”.

### Acuzații de nazism
Președintele rus Vladimir Putin a afirmat în mod fals că guvernul ucrainean ar fi neonazist și a susținut că unul dintre obiectivele invaziei rusești în Ucraina este „deznazificarea” țării. Aceste declarații au fost preluate și de ministrul rus de externe, Serghei Lavrov, într-un discurs susținut la Consiliul ONU pentru Drepturile Omului, care a provocat un protest diplomatic, mai mulți diplomați părăsind sala în semn de dezaprobare. Aceste afirmații au fost propagate în mass-media rusă pentru a justifica războiul. În aprilie 2022, agenția de știri de stat RIA Novosti a publicat un articol al lui Timofey Sergeitsev intitulat „Ce ar trebui să facă Rusia cu Ucraina”, în care acesta susținea că identitatea națională ucraineană ar trebui ștearsă, afirmând că majoritatea ucrainenilor sunt „naziști pasivi”. Până în mai 2022, referirile la „denazificarea” Ucrainei au început să scadă în mass-media rusă, deoarece nu au avut un impact semnificativ asupra publicului rus.
Acuzațiile Kremlinului de nazism la adresa Ucrainei sunt larg respinse de comunitatea internațională și considerate parte a unei campanii de dezinformare menită să legitimeze invazia. În plus, mulți au subliniat că președintele ucrainean Volodîmîr Zelenski este evreu și are rude care au murit în Holocaust. Un grup de istorici de renume internațional, specializați în nazism și Holocaust, au emis o declarație în care resping afirmațiile lui Putin. În această declarație se precizează:
„Respingem categoric echivalarea de către guvernul rus a statului ucrainean cu regimul nazist pentru a-și justifica agresiunea neprovocată. Această retorică este greșită faptic, imorală și profund ofensatoare față de memoria milioanelor de victime ale nazismului.”
Declarația subliniază că, deși Ucraina, ca orice altă țară, are grupuri de extremă dreaptă, acest lucru nu justifică în niciun fel agresiunea rusă sau distorsionarea realității despre Ucraina. Muzeul de Stat Auschwitz-Birkenau, Muzeul Memorial al Holocaustului din SUA și Yad Vashem au condamnat abuzul lui Putin de istoria Holocaustului. Evreii ucraineni au condamnat, de asemenea, folosirea incorectă a istoriei Holocaustului de către Putin.
Aceste acuzații au fost, de asemenea, interpretate ca o încercare de a obține sprijin intern pentru război, invocând memoria „Marelui Război Patriotic” al Uniunii Sovietice împotriva Germaniei Naziste. n ciuda retoricii, Rusia a sprijinit grupuri de extremă dreaptă din întreaga Europă . În această campanie propagandistică, Rusia a utilizat simboluri sovietice, iar în unele orașe ucrainene ocupate, steagurile Ucrainei au fost înlocuite cu așa-numitele „Steaguri ale Victoriei” sovietice.
Experții în dezinformare afirmă că această retorică de „denazificare” ajută Rusia să justifice crimele de război comise de forțele sale; De exemplu, atacul cu rachete de la Hroza a fost justificat de Rusia pe baza acuzațiilor de nazism. Istoricul Timothy Snyder a explicat că regimul rus folosește termenul „nazist” pentru a justifica genocidul împotriva ucrainenilor și a desemna orice ucrainean care refuză să accepte dominația rusă. Neofascistul rus Aleksandr Dugin a susținut că Rusia ar trebui să aibă un „monopol” asupra definirii nazismului și rusofobiei” la fel cum evreii ar avea, în opinia sa, monopolul asupra definirii antisemitismului. De asemenea, oficialii ucraineni au comparat acțiunile Rusiei în Ucraina cu cele ale Germaniei Naziste, iar analiștii, inclusiv Snyder, au descris Rusia sub Putin ca fiind un stat cu tendințe fasciste. Unități rusești implicate în invazie, precum Grupul Rusich și Grupul Wagnerau legături cu neonazismul, ceea ce subminează grav retorica „denazificării”. Grupuri de extremă dreaptă ruse au jucat un rol semnificativ și în războiul proxy din Donbas.
În Ucraina există, ca în multe alte țări, o extremă dreaptă, inclusiv organizații precum Sectorul de dreapta și Uniunea Panucraineană „Libertatea”. u toate acestea, analiștii subliniază că influența extremei drepte în politica ucraineană este minimă, iar la alegerile parlamentare din 2019, partidele de extremă dreaptă nu au câștigat niciun loc, obținând doar 2% din voturi. Deși Brigada Azov, care avea legături cu extremismul de dreapta, a fost folosită ca punct central al propagandei ruse, la momentul invaziei din 2022, unitatea fusese în mare parte depolitizată. Un raport al Counter Extremism Project din 2022 a concluzionat că Brigada Azov nu mai poate fi considerată neonazistă.

### Acuzații de genocid în Donbas

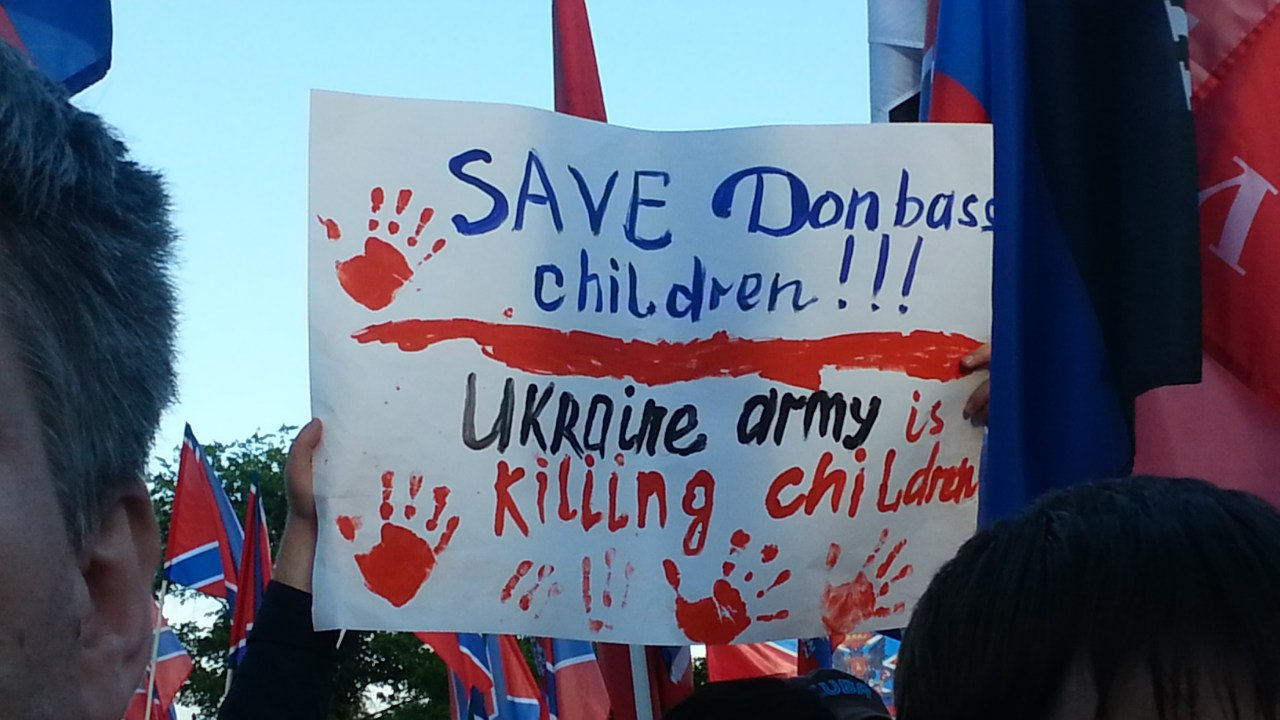
Miting de susținere a Novorusiei la Moscova la 11 iunie 2014

În discursul său care a precedat invazia Ucrainei, Putin a făcut o afirmație nefondată că Ucraina ar fi comis un genocid în regiunea Donbas, locuită majoritar de rusofoni. El a prezentat ca scop al „operațiunii militare speciale” protejarea locuitorilor din republicile separatiste Donețk și Lugansk, controlate de facto de Rusia, susținând că aceștia s-au confruntat cu „genocidul comis de regimul de la Kiev” timp de opt ani. Totuși, nu există dovezi care să susțină aceste acuzații de genocid, care au fost respinse pe scară largă ca o încercare de a justifica invazia. Comisia Europeană a descris aceste afirmații drept „dezinformare rusească”. Peste 300 de experți în studiul genocidului au semnat o declarație în care condamnau abuzul Rusiei de termenul „genocid” pentru a-și „justifica propria violență”. Ucraina a introdus a sesizat Curtea Internaționale de Justiție (CIJ) pentru a contesta acuzațiile Rusiei, iar CIJ a concluzionat că nu există dovezi care să susțină afirmațiile Moscovei privind un genocid comis de Ucraina.
În războiul din Donbas, care a precedat invazia la scară largă din 2022, aproximativ 14.300 de persoane și-au pierdut viața, inclusiv soldați și civili. Potrivit Biroului Înaltului Comisar al Organizației Națiunilor Unite pentru Drepturile Omului, dintre aceștia, 6.500 erau forțe proxy susținute de Rusia, 4.400 erau membri ai forțelor armate ucrainene, iar 3.404 erau civili de ambele părți ale liniei frontului. Majoritatea victimelor civile au fost înregistrate în primul an al conflictului, iar rata deceselor era în scădere înainte de invazia Rusiei din 2022: în 2019 s-au înregistrat 27 de decese civile legate de conflict, 26 în 2020 și 25 în 2021, dintre care multe cauzate de mine și muniții neexplodate. După invazia rusă la scară largă, numărul victimelor civile a crescut dramatic, cu 4.163 de civili uciși doar în martie 2022, o cifră mai mare decât totalul victimelor civile din întregul război din Donbas. De atunci, propaganda rusă a continuat să afirme în mod fals că forțele ucrainene au vizat ținte civile, inclusiv în orașe precum Mariupol, și au acuzat Ucraina că ar fi comis atacuri împotriva civililor în zone controlate de Rusia. Un fost angajat al companiei media „Patriot”, deținută de Evenghei Prigojin, a declarat pentru site-ul rusesc „Bumaga” că majoritatea rapoartelor privind „victimele forțelor armate ucrainene” din Donbas au fost fabricate.

### Acuzații de provocare și agresiune din partea NATO

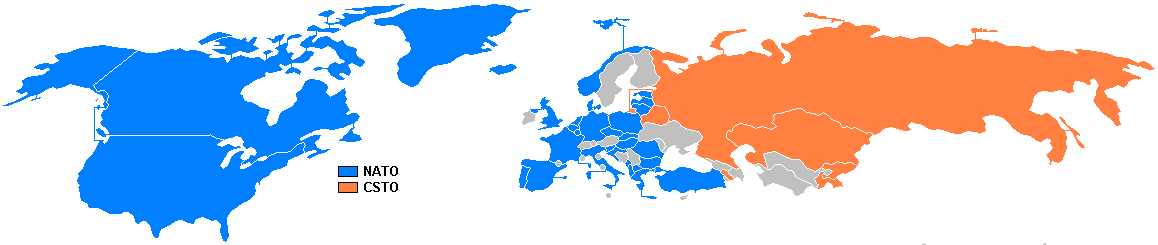
O hartă a NATO (albastru) și a OTSC (portocaliu) la începutul invaziei din 2022.

Propaganda rusă a încercat, de asemenea, să portretizeze NATO drept cauza invaziei, susținând că Rusia a fost nevoită să acționeze pentru a-și apăra securitatea. În discursurile sale dinaintea invaziei, Putin a avertizat că o eventuală aderare a Ucrainei la NATO ar reprezenta o amenințare directă și a afirmat, în mod fals, că NATO își consolida prezența militară în Ucraina și că armata ucraineană era controlată de alianță. După începerea invaziei, mass-media rusă a susținut în mod neadevărat că unități militare ucrainene operau sub comanda NATO și că mii de soldați NATO au fost uciși.
NATO este o alianță de securitate colectivă formată din 32 de state membre, iar prezența sa militară în afara acestora este limitată la Kosovo și Irak, la cererea guvernelor respective. Rusia a semnat în 1999 Carta pentru Securitate Europeană, care recunoaște dreptul fiecărei țări de a-și alege liber aranjamentele de securitate, inclusiv de a adera la alianțe. În 2002, Putin a declarat că relația Ucrainei cu NATO nu era o preocupare pentru Rusia. Ucraina era o țară neutră înainte de 2014, dar a renunțat la acest statut după anexarea Crimeii de către Rusia și agresiunea din Donbas. În urma invaziei din 2022, Ucraina a solicitat oficial aderarea la NATO, însă această posibilitate a fost evitată în discuțiile din cadrul alianței din cauza sensibilităților lui Putin.
Putin a susținut, de asemenea, că NATO a încălcat o promisiune nescrisă de a nu se extinde spre est, făcută în 1990 liderului sovietic Mihail Gorbaciov. Totuși, această afirmație a fost negată de oficialii occidentali, iar o astfel de promisiune nu a fost niciodată inclusă într-un tratat. Între prăbușirea Uniunii Sovietice și invazia din 2022, 14 țări din Europa de Est au aderat la NATO de bună voie, iar ultima expansiune în apropierea graniței Rusiei a avut loc în 2004. După invazia Rusiei, Finlanda a aderat la NATO, dublând lungimea graniței comune NATO-Rusia. Deși Putin a susținut că aderarea Finlandei nu reprezintă o amenințare directă, el a avertizat că desfășurarea infrastructurii militare NATO în Finlanda ar determina un răspuns din partea Rusiei.
După începerea invaziei, Rusia a acuzat NATO că poartă un „război proxy” împotriva sa, deoarece membrii alianței au oferit ajutor militar Ucrainei. NATO a declarat că nu este implicată direct în conflict, dar sprijină dreptul Ucrainei la autoapărare, așa cum este prevăzut în Carta ONU. Lawrence Freedman a subliniat că etichetarea Ucrainei ca „proxy” al NATO subminează voința ucrainenilor de a lupta pentru propria țară, sugerând în mod greșit că aceștia luptă doar la ordinele alianței. Geraint Hughes a remarcat că această etichetare neagă autonomia Ucrainei și subestimează determinarea ucrainenilor de a-și apăra țara.
Criticii susțin că NATO a fost precaută în a furniza armament avansat Ucrainei și a împiedicat-o să atace ținte din Rusia cu echipamente furnizate de Occident. SUA, de asemenea, au cerut Ucrainei să evite atacurile asupra infrastructurii militare din interiorul Rusiei.
Peter Dickinson, analist la Atlantic Council sugerează că adevăratul motiv al opoziției lui Putin față de NATO este că alianța împiedică Rusia să-și intimideze vecinii. Tom Casier argumentează că invazia Rusiei și anexarea de teritorii ucrainene reflectă ambițiile lui Putin de a recrea o „Rusie Mare”.
Cu puțin timp înainte de moartea sa într-un accident aviatic, Evgheni Prigojin, liderul grupului Wagner, a acuzat conducerea militară rusă că a mințit despre „amenințarea” NATO pentru a justifica invazia. Prigojin a fost unul dintre aliații apropiați ai lui Putin, iar forțele Wagner au jucat un rol cheie în invazia Ucrainei.
Un raport al Institutul pentru Studiul Războiului a concluzionat a concluzionat că invazia nu a fost declanșată de o teamă reală față de NATO, ci mai degrabă de convingerea lui Putin că NATO era slabă, iar o schimbare de regim în Ucraina ar fi ușor de realizat. Scopul său principal ar fi fost extinderea influenței Rusiei, distrugerea statalității Ucrainei și slăbirea NATO.

### Presupuse tentative de asasinat și sabotaj
La 18 februarie 2022, Republica Populară Luhansk a difuzat un videoclip în care pretindea că arată îndepărtarea unei mașini încărcate cu explozibili, pregătită să arunce în aer un tren care evacua femei și copii spre Rusia. Cu toate acestea, metadatele videoclipului arătau că fusese înregistrat pe 12 iunie 2019.
Republica Populară Donețk a difuzat, de asemenea, la 18 februarie 2022, un videoclip care susținea că arată un atac polonez asupra unui rezervor de clor. Videoclipul a fost distribuit ulterior de presa rusă, dar metadatele au arătat că acesta a fost creat pe 8 februarie 2022. Mai mult, a inclus elemente video și audio din alte surse, cum ar fi un videoclip YouTube din 2010, filmat la un poligon militar din Finlanda. Serviciile de informații ucrainene au atribuit responsabilitatea pentru acest videoclip agenției ruse GRU.
Potrivit Bellingcat, o presupusă tentativă de asasinare a unui „șef al poliției separatiste” de către un „spion ucrainean”, prezentată de televiziunea de stat rusă, conținea dovezi vizuale că ar fi fost folosit un „vehicul militar verde” vechi. În plus, plăcuța de înmatriculare a vehiculului aparținea într-adevăr șefului poliției separatiste, dar aceeași plăcuță fusese observată anterior pe un SUV diferit.
La 22 februarie 2022, milițiile separatiste pro-ruse au acuzat Ucraina de un „atac terorist” care ar fi ucis trei civili într-o mașină pe autostrada Donețk-Gorlovka. France 24 a descris incidentul drept o operațiune de tip „steag fals”, sugerând că victimele ar fi putut proveni dintr-o morgă, pentru a fabrica dovezi.

### Presupusa încercare a Rusiei de a pune capăt războiului din Donbas
Pe 7 septembrie 2022, în cadrul Forumul Economic de Est, președintele Vladimir Putin a susținut că Rusia nu a „început” un război, ci încerca doar să pună capăt conflictului început în 2014, după o presupusă „lovitură de stat în Ucraina”. Însă, anexarea Crimeii de către Rusia este considerată începutul războiului ruso-ucrainean.
Înainte de invazia la scară largă a Ucrainei în 2022, ostilitățile din Donbas s-au diminuat treptat după semnarea acordurilor de la Minsk în februarie 2015.

### Arme biologice și radiologice ucrainene

#### Laboratoare de arme biologice
În martie 2022, Rusia a acuzat Ucraina că dezvoltă arme biologice într-o rețea de laboratoare susținută de SUA. Ministerul Afacerilor Externe din China și presa de stat chineză au amplificat aceste afirmații, iar promotorii teoriei conspirației QAnon au preluat această dezinformare. BBC Reality Check nu a găsit nicio dovadă care să sprijine aceste acuzații, iar ONU le-a respins ca fiind nefondate. Biologi ruși au dezmințit, de asemenea, acuzațiile, calificându-le drept „complet false”.
Cercetătorul Adam Rawnsley a remarcat că Kremlinul are o istorie de discreditare a laboratoarelor biologice obișnuite din fostele republici sovietice, răspândind teorii ale conspirației similare cu cele desfășurate anterior împotriva Georgiei și Kazahstanului.

#### Păsări ca arme biologice
În martie 2022, Ministerul rus al Apărării a acuzat, fără dovezi, Statele Unite că ar folosi păsări pentru a răspândi boli în Ucraina. Presa rusă controlată de stat a difuzat rapoarte care pretindeau că păsările infectate, capturate în estul Ucrainei, purtau însemne militare americane și răspândeau o gripă extrem de mortală și boala Newcastle. Acuzațiile au fost respinse ca absurde de purtătorul de cuvânt al Departamentului de Stat al SUA, care le-a numit „prostii”.
Directorul CIA, William Burns, a afirmat în fața Senatului SUA că Rusia ar putea folosi aceste acuzații pentru a justifica un eventual atac chimic sau biologic, dând apoi vina pe Ucraina și Statele Unite.

#### Combaterea țânțarilor
La 28 octombrie 2022, Vasili Nebenzia, reprezentantul permanent al Rusiei la ONU, a acuzat Ucraina că folosește drone cu „țânțari de luptă” pentru a răspândi viruși periculoși. Nu există dovezi care să sprijine această acuzație.

#### Planurile ucrainene de a utiliza o bombă murdară
În martie 2022, presa rusă de stat a susținut, fără dovezi, că Ucraina dezvoltă o bombă murdară la Centrala nucleară de la Cernobîl.
În octombrie 2022, ministrul rus al apărării, Serghei Șoigu, a afirmat că Ucraina pregătește o provocare cu o bombă murdară. Franța, Regatul Unit și Statele Unite au respins aceste afirmații ca fiind „transparent false”. Ministerul rus al Apărării a prezentat ulterior imagini și „dovezi” pentru aceste acuzații, care s-au dovedit a fi fotografii și materiale video irelevante sau manipulate.

### Negarea crimelor de război rusești
Pe parcursul invaziei ruse în Ucraina, au fost documentate numeroase crime de război, inclusiv atacuri asupra civililor, tortură și deportări ilegale de copii. Rusia a negat acuzațiile, iar ministrul rus de externe, Serghei Lavrov, a numit masacrul de la Bucea o „înscenare”. Cu toate acestea, imagini din satelit și alte dovezi au demonstrat că masacrul a avut loc în timpul ocupației ruse.
 

Rusia a fost, de asemenea, acuzată de responsabilitatea pentru atacul aerian asupra teatrului din Mariupol, care a ucis sute de civili. Surse independente au confirmat implicarea forțelor ruse, deși oficialii ruși au încercat să învinuiască Ucraina.

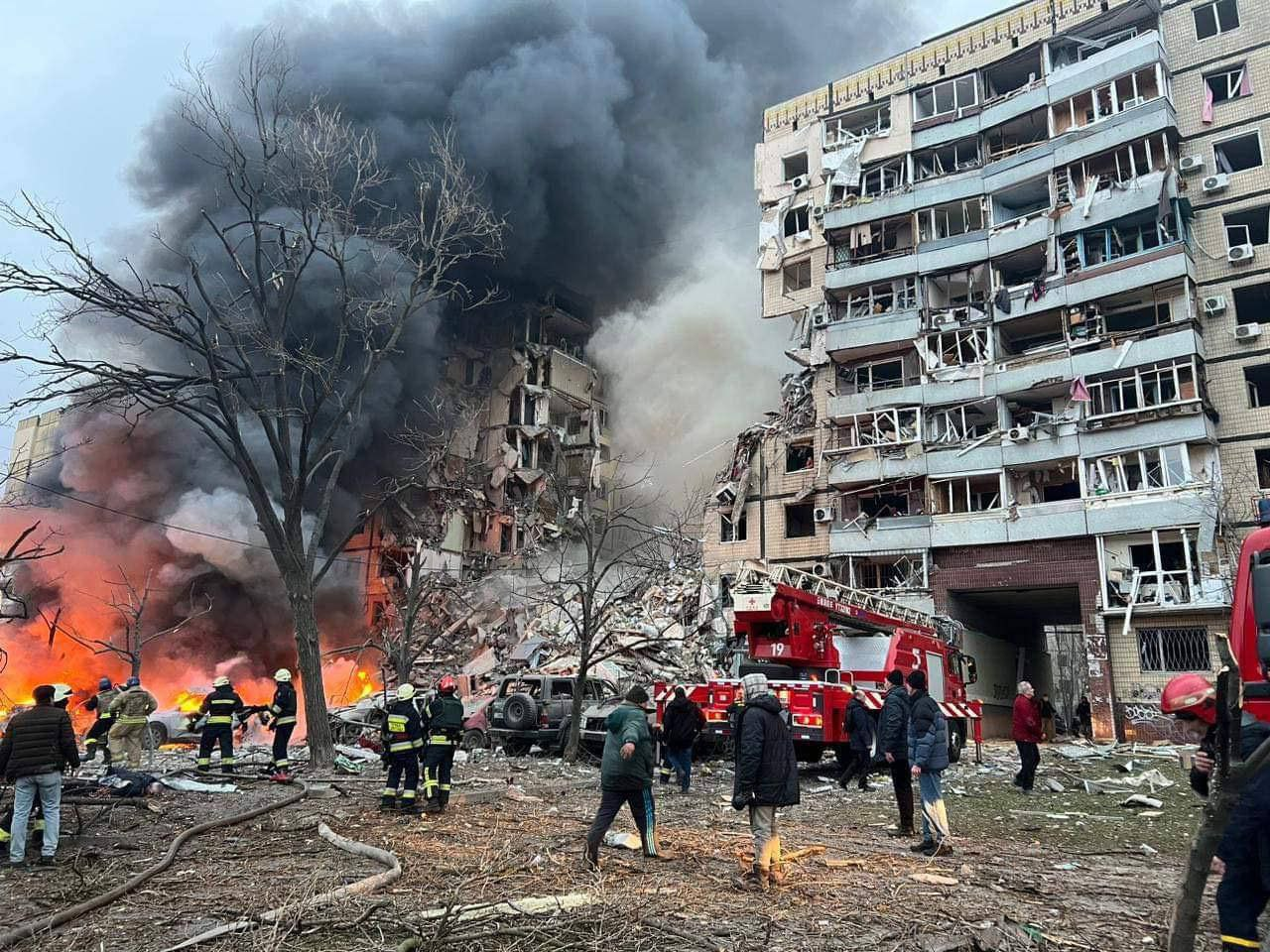
Clădire rezidențială din Dnipro după atacul cu rachete rusești din 14 ianuarie 2023. Dmitri Peskov a afirmat că clădirea rezidențială s-a prăbușit probabil din cauza unui contraatac al apărării aeriene ucrainene.

În noiembrie 2022, purtătorul de cuvânt al lui Putin, Dmitri Peskov, a negat că armata rusă ar fi atacat infrastructura civilă din Ucraina, deși atacurile asupra clădirilor rezidențiale au fost confirmate, inclusiv atacul aerian asupra unui bloc din Dnipro, care a ucis peste 40 de civili.
În decembrie 2022, politicianul rus de opoziție Ilia Iașin a fost condamnat la opt ani și jumătate de închisoare pentru declarațiile sale despre masacrul din Bucea. De asemenea, în februarie 2023, jurnalista Maria Ponomarenko⁠(sv)[traduceți] a fost condamnată la șase ani de închisoare pentru că a relatat despre atacul asupra teatrului din Mariupol.

### Alte afirmații rusești

#### Satanismul ucrainean și magia neagră
În mai 2022, presa de stat rusă a afirmat că Ucraina folosea „magia neagră” pentru a se apăra de armata rusă. Agenția rusă RIA Novosti a raportat că în estul Ucrainei, într-un sat, au fost descoperite presupuse dovezi ale ritualurilor de magie neagră. Potrivit raportului, soldații ucraineni ar fi consacrat armele „cu magia sângelui” într-o locație descrisă ca având o „pecete satanică”.
Dmitri Medvedev, vicepreședintele Consiliului de Securitate al Rusiei și fost președinte și prim-ministru, a prezentat invazia drept un „război sfânt” împotriva Satanei. Vladimir Soloviov, un prezentator proeminent la postul de stat Rossia-1, a folosit, de asemenea, această retorică, susținând că Rusia luptă împotriva unei coaliții de țări „unite de satanism”, sugerând astfel o confruntare spirituală globală.
În octombrie 2022, Aleksei Pavlov, secretarul adjunct al Consiliului de Securitate al Rusiei, a cerut „desatanizarea” Ucrainei, acuzând că țara s-a transformat într-o „hipersectă totalitară”. Într-un articol publicat în ziarul de stat Argumenty i Fakty, Pavlov a menționat mișcarea evreiască hasidică Chabad-Lubavitch ca fiind una dintre „sutele de culte neopăgâne” active în Ucraina. Declarațiile sale au atras critici, inclusiv din partea rabinului-șef al Rusiei, Berel Lazar, care a descris aceste comentarii ca o „nouă variantă a vechilor calomnii de omorului ritual”.

#### Operațiuni false sub steag fals
În martie 2022, au apărut videoclipuri care pretindeau că expun dezinformări ucrainene legate de atacuri cu rachete pe teritoriul Ucrainei, însă acestea s-au dovedit a fi operațiuni de dezinformare sub steag fals orchestrate de Rusia. Această tactică a fost concepută pentru a crea confuzie și a diminua impactul real al atacurilor rusești asupra populației, prezentând atacurile ucrainene ca fiind falsificate.
Masacrul din închisoarea Olenivka, care a dus la moartea prizonierilor de război ucraineni, a fost atribuit de majoritatea experților unui sabotaj orchestrat de Rusia. Cu toate acestea, presa rusă a susținut că incidentul a fost rezultatul unui atac cu rachete efectuat de Ucraina. Deși investigațiile independente continuă, majoritatea experților consideră că versiunea rusă este puțin probabilă.

#### Fuga și predarea președintelui ucrainean
Agenția rusă de stat TASS și alte surse de propagandă au afirmat în mod fals că președintele ucrainean Volodîmîr Zelenski a fugit din Kiev sau că s-a predat, în urma invaziei ruse. Zelenski a contracarat aceste afirmații prin mesaje și videoclipuri postate pe rețelele de socializare, arătându-se prezent în Ucraina și conducând eforturile de apărare.
În octombrie 2022, după atacurile cu rachete asupra Ucrainei, postul rus de televiziune Russia-1 a reluat afirmații false conform cărora Zelenski a părăsit țara.

#### Sentimente anti-refugiați
Rusia a promovat dezinformări pentru a stimula sentimente anti-refugiați în țările europene care au primit refugiați ucraineni. Pe rețelele sociale, conturi legate de Rusia au distribuit povești despre refugiați care comit infracțiuni sau sunt privilegiați pe nedrept, încercând să submineze sprijinul pentru Ucraina și să provoace tensiuni sociale în țările gazdă.

#### Știri mascate ca acoperire occidentală
Rusia a creat și distribuit pe scară largă titluri false care ar fi fost difuzate de instituții media occidentale, precum CNN. Aceste falsuri includeau, printre altele, o imagine trucată cu actorul Steven Seagal alături de armata rusă și alte mesaje modificate digital pentru a induce în eroare publicul. Aceste dezinformări vizau să pară că provin din surse de încredere, amplificând confuzia și răspândirea știrilor false.

#### „Bunica cu steag roșu”

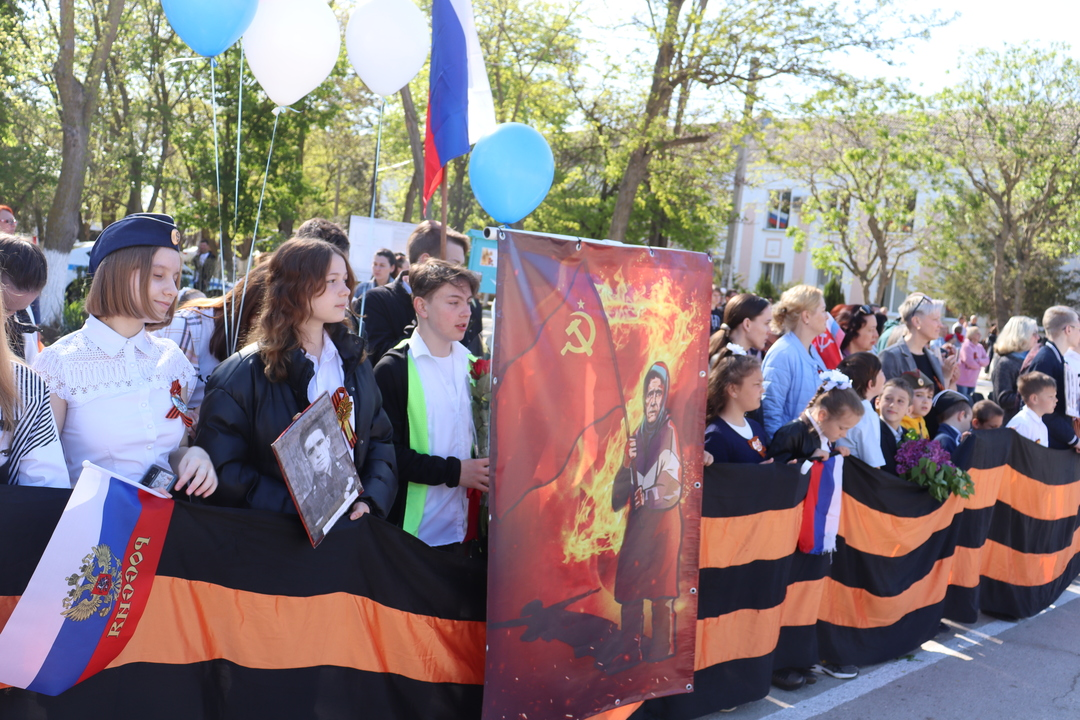
Afiș de propagandă cu bunica cu steag roșu, Sakî, Crimeea, 9 mai 2022

Un videoclip care o arată pe Anna Ivanivna, o femeie în vârstă care ține în mână steagul sovietic și salută soldați pe care îi confundă cu militari ruși, a devenit viral pe internetul rus (Runet) în martie 2022. „Bunica cu steagul roșu” a fost transformată într-un simbol propagandistic de către mass-media rusă, sugerând că ea reprezintă dorința „ucrainenilor obișnuiți” de a se reuni cu Rusia.
Anna Ivanivna a explicat ulterior că a confundat soldații ucraineni cu invadatorii ruși și că intenția ei a fost să calmeze trupele cu steagul sovietic, pentru a preveni distrugerea satului ei. Mai târziu, ea a spus că regretă acest gest și se simte ca o „trădătoare” după ce a aflat că casa ei din apropierea Harkovului a fost distrusă de armata rusă. Anna și soțul ei au fost evacuați, iar ea a condamnat armata rusă pentru bombardarea locuinței sale. Armata ucraineană a făcut un apel la populație să nu o pedepsească pe Anna Ivanivna, subliniind că ea însăși este o victimă a războiului.

#### 13 „mercenari francezi” uciși la Harkov
Pe 16 ianuarie 2024, Rusia a lansat un atac cu rachete asupra unei clădiri rezidențiale din Harkov, susținând că a ucis 13 „mercenari francezi” care ar fi fost acolo. Autoritățile locale ucrainene au raportat că 17 civili au fost răniți în atac și că nu existau ținte militare în clădire. Presa rusă a publicat o listă cu numele celor 13 francezi presupus uciși, dar investigațiile efectuate de Radio France Internationale (RFI) au demonstrat că cel puțin două persoane de pe listă, Alexis Drion și Béranger Minaud, se aflau în Franța în momentul atacului. Aceștia au negat orice implicare, confirmând că raportul rusesc era fals. Se presupune că această dezinformare era legată de anunțul Franței privind livrarea de rachete SCALP către Ucraina.

#### Afirmațiile Rusiei cu privire la civilii ucraineni
- În timpul invaziei Ucrainei, Rusia a susținut frecvent că „soldații ruși vor fi primiți ca eroi” de civilii ucraineni. Cu toate acestea, realitatea din teren a contrazis aceste afirmații, ucrainenii opunând rezistență agresiunii și organizând proteste împotriva forțelor rusești. Odată cu recucerirea orașului Herson de către Ucraina, locuitorii au sărbătorit eliberarea orașului lor.[185][186][187]
- Rusia a susținut în repetate rânduri că nu vizează infrastructura civilă. În februarie 2022, ministrul de externe rus Serghei Lavrov[188] a afirmat că „nu există atacuri asupra infrastructurii civile”, iar în iunie 2023, el a repetat că forțele rusești nu atacă obiective civile. Totuși, rapoartele arată că infrastructura civilă ucraineană a suferit pagube în valoare de 137,8 miliarde de dolari în primul an al războiului.[189][190]
  - Organizația Națiunilor Unite estimează că, până în iulie 2023, peste 12.000 de civili ucraineni au fost uciși sau răniți, iar alte rapoarte indică tortură, violență sexuală și deportări forțate, inclusiv copii.[190][185][191][192][193][194][195][196]

#### Afirmații conform cărora Wikipedia publică informații false
Rusia a încercat să controleze informațiile despre invazia sa în Ucraina și a atacat Wikipedia, pentru publicarea de conținut critic. În mai 2022, Fundația Wikimedia a fost amendată cu 5 milioane de ruble pentru articolele despre invazia rusă, iar autoritățile ruse au susținut că au descoperit milioane de „falsuri” despre război pe platforme precum Wikipedia. Wikimedia a contestat amenda, susținând că articolele sunt bazate pe fapte și reprezintă o formă de libertate de exprimare.
În noiembrie 2022 și februarie 2023, Fundația Wikimedia a fost din nou amendată pentru că nu a șters conținut despre masacrul de la Bucea și atacul aerian asupra teatrului din Mariupol. Wikipedia rămâne o țintă importantă pentru dezinformarea rusă.

#### Sprijin pentru Hamas
La 8 octombrie 2023, un cont de pe X (fostul Twitter) asociat cu Grupul Wagner a  distribuit un videoclip fals care sugera că Hamas ar fi primit arme din Ucraina. Videoclipul a fost distribuit pe scară largă de conturi de extremă dreapta din SUA. A doua zi, Dmitri Medvedev a postat pe Twitter că armele furnizate Ucrainei de NATO sunt acum folosite împotriva Israelului, amplificând narațiunea falsă.

#### Acuzații de prelevare de organe
În aprilie 2022, serviciile de informații canadiene au raportat că Rusia desfășoară o campanie de dezinformare, acuzând Ucraina de recoltarea organelor de la soldați, femei și copii morți. În mai 2023, RT a difuzat un documentar care promova aceste acuzații, sugerând că Ucraina ar fi implicată în traficul de organe încă din 2014, acuzații care au fost respinse ca fiind false.

#### Implicare în atacul de la Crocus City Hall
După atacul de la Crocus City Hall, Rusia a susținut că atacatorii au încercat să fugă în Ucraina, o afirmație calificată drept „dezinformare primitivă” de către oficialii ucraineni. Media rusă a promovat narațiuni care sugerau implicarea Ucrainei, iar canalul de televiziune NTV a difuzat un videoclip trucat, folosind tehnologia deepfake, care îl arăta pe Oleksii Danilov, confirmând fals implicarea Ucrainei în atac.

## Teme ucrainene

### Fantoma din Kiev
În a doua zi a invaziei ruse din 2022 în Ucraina, videoclipuri și imagini au devenit virale pe rețelele de socializare, susținând că un pilot ucrainean supranumit „Fantoma Kievului” a doborât șase avioane de luptă rusești în primele 30 de ore ale războiului. Totuși, nu există dovezi credibile care să confirme existența acestui pilot. Un videoclip distribuit pe Facebook și pe contul oficial de Twitter al Ministerului ucrainean al Apărării, care susținea că prezintă acțiunile pilotului, s-a dovedit ulterior a fi preluat din jocul video Digital Combat Simulator World. Inclusiv fostul președinte al Ucrainei, Petro Poroșenko, a distribuit o fotografie modificată legată de acest mit. Pe 30 aprilie 2022, Forțele Aeriene Ucrainene au cerut comunității să respecte „igiena informațională” și să verifice sursele înainte de a răspândi zvonuri, clarificând că „Fantoma Kievului” reprezenta de fapt spiritul colectiv al piloților ucraineni, nu o persoană reală. În final, forțele aeriene au recunoscut oficial că „Fantoma din Kiev” a fost doar un mit creat pentru a încuraja moralul. Cu toate acestea, publicații precum The Times au susținut fără dovezi că pilotul ar fi fost real și că ar fi murit în acțiune.

### Campania de pe Insula Șerpilor
La 24 februarie 2022, presa ucraineană Ukrainska Pravda a publicat o înregistrare audio care a devenit virală, în care echipajul unei nave de război rusești le cerea polițiștilor de frontieră ucraineni de pe Insula Șerpilor să se predea. Unul dintre polițiști a răspuns: „Navă de război rusă, du-te dracului”. Președintele ucrainean Volodîmîr Zelenski a anunțat inițial că polițiștii de frontieră au murit eroic, dar câteva zile mai târziu, oficialii ucraineni au clarificat că aceștia erau în viață și fuseseră capturați de forțele ruse. The New York Times a remarcat că atât povestea „Fantomei din Kiev”, cât și cea a Insulei Șerpilor erau exemple de propagandă sau campanii menite să ridice moralul.

### Contraofensiva din sudul Ucrainei
În vara anului 2022, oficialii ucraineni au promovat informații despre o iminentă contraofensivă în sudul Ucrainei, în regiunea Herson, menită să recâștige controlul asupra acestei regiuni. Această contraofensivă a fost însă o operațiune de dezinformare, menită să inducă în eroare forțele ruse. Potrivit purtătorului de cuvânt al brigăzii de forțe speciale ucrainene, Taras Berezovets, scopul a fost să facă trupele ruse să-și mute echipamentele în sud, în timp ce adevărata ofensivă s-a concentrat pe regiunea Harkov.

### Zvonuri despre mobilizarea din Rusia
Alexander Titov de la Queen's University Belfast observă că zvonurile despre o nouă mobilizare rusă au fost, în mare parte, o campanie de dezinformare orchestrată de Kiev, pentru a semăna confuzie și tensiuni în Rusia. Pe 22 septembrie 2022, un fișier distribuit pe canalele Telegram ucrainene, care pretindea că dezvăluie o listă de recruți ruși, a fost declarat un fals de experți precum Ruslan Leviev, fondatorul Conflict Intelligence Team, și Andrei Zakharov de la BBC News Russian.

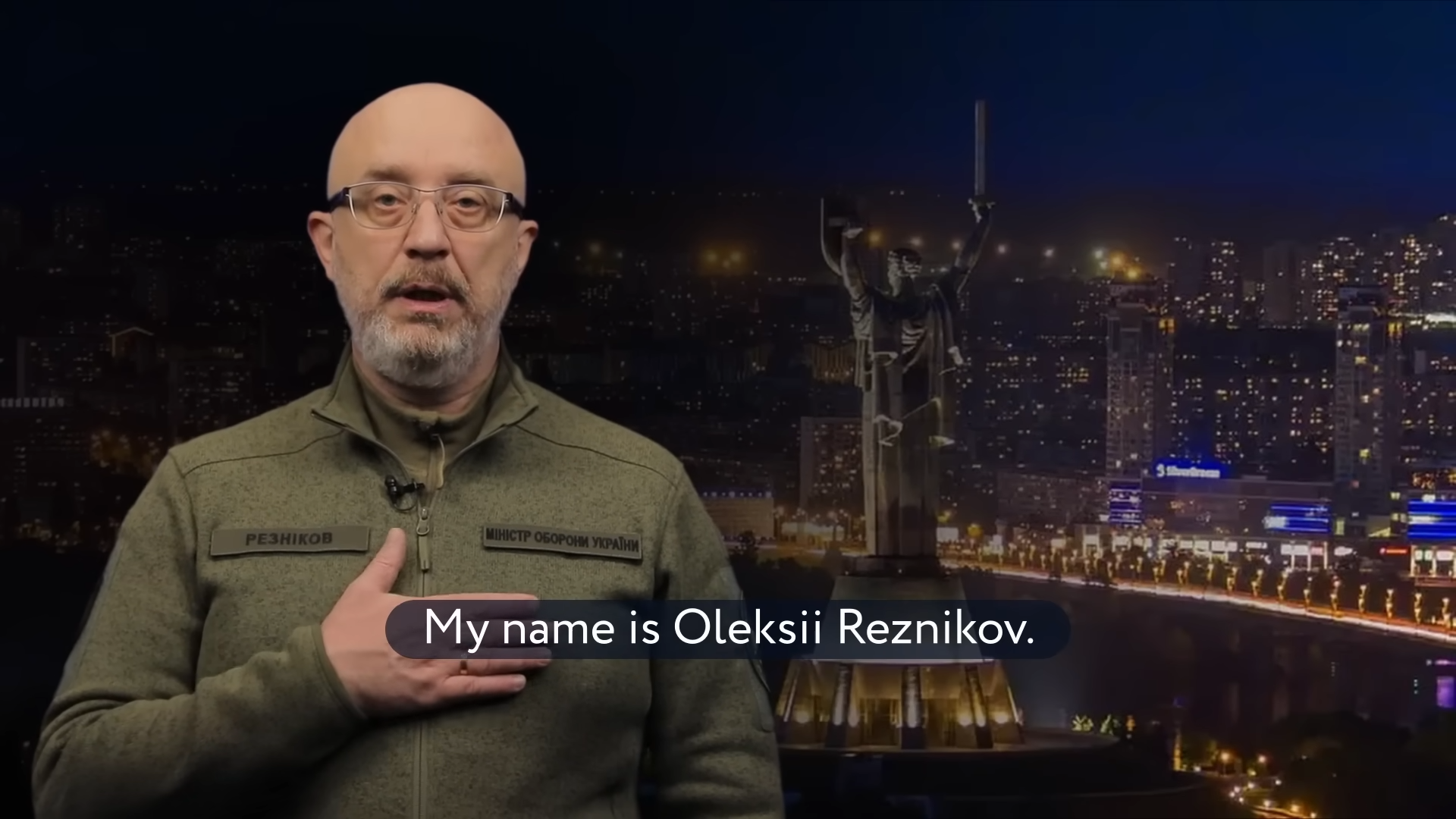
La 30 decembrie 2022, Oleksii Reznikov a anunțat un al doilea val de mobilizare rusă, care trebuia să înceapă la 5 ianuarie 2023

În decembrie 2022, oficialii ucraineni, inclusiv ministrul apărării Oleksii Reznikov și șeful serviciilor de informații militare Kîrîlo Budanov, au afirmat că o nouă mobilizare rusă va începe pe 5 ianuarie 2023, dar aceasta nu a avut loc. Ulterior, în ianuarie, aceștia au continuat să susțină că 500.000 de persoane vor fi mobilizate în acea lună. Zvonurile despre noi mobilizări au continuat, dar au fost deseori contracarate de surse oficiale ruse, inclusiv de purtătorul de cuvânt al Kremlinului, Dmitri Peskov, care le-a numit „sabotaj informațional”.
La 5 septembrie 2023, un document presupus semnat de ministrul rus al apărării Serghei Șoigu a fost distribuit de mass-media ucraineană și pe Telegram, sugerând un nou val de mobilizare. Cu toate acestea, presa rusă independentă SOTA a concluzionat că era un fals. Pe 11 septembrie 2023, Statul Major al Forțelor Armate Ucrainene a făcut o nouă afirmație, fără dovezi, despre o posibilă mobilizare masivă în Rusia, de până la 700.000 de persoane.

## Alte dezinformări
Mass-media s-a concentrat în mare măsură asupra propagandei rusești în timpul invaziei Ucrainei din 2022, dar a acordat mai puțină atenție modului în care alte țări au folosit dezinformarea pentru a promova narațiuni specifice în timpul conflictului.

### Russosphere
Russosphere este o rețea socială de limbă franceză care promovează propaganda prorusă în Africa. Creată în 2021, rețeaua a fost lansată oficial în februarie 2022, chiar înainte de invazia Rusiei în Ucraina. A acumulat peste 65.000 de adepți pe platformele sociale precum Facebook, YouTube, Twitter, dar și pe Telegram și VK. Postările acestei rețele acuză Franța de „colonialism” modern, descriu armata ucraineană drept „naziști” și „sataniști” și laudă Grupul Wagner, o companie militară privată rusă. În 2023, BBC și platforma de fact-checking Logically au raportat că Russosphere a fost creată de Luc Michel, un activist belgian de extremă dreapta.

### Falsuri care implică celebrități
În decembrie 2023, Microsoft a dezvăluit că mesaje video înregistrate de actori americani pe site-ul Cameo au fost reutilizate pentru a răspândi dezinformări despre președintele ucrainean Volodîmîr Zelenski, inclusiv acuzații nefondate despre dependența sa de droguri. Aceste clipuri au circulat pe rețelele sociale și au fost promovate și de presa de stat rusă. Wired a raportat că imagini editate cu celebrități occidentale care susțineau mesaje proruse și anti-ucrainene au fost distribuite pe Facebook, ca parte a operațiunii Doppelganger, o campanie de dezinformare orchestrată de Rusia.

## Cenzură

### În Rusia
Pe 4 martie 2022, președintele rus Vladimir Putin a semnat o lege care impune pedepse de până la 15 ani de închisoare pentru publicarea intenționată de „informații false” despre armata rusă. Acest act a determinat multe instituții media din Rusia să își reducă sau să își suspende acoperirea războiului. Deși Constituția Rusiei din 1993 interzice explicit cenzura, autoritatea de cenzură rusă, Roskomnadzor, a ordonat presei să utilizeze doar informații provenite din surse oficiale de stat, amenințând cu amenzi și închiderea celor care se abat.
Roskomnadzor a deschis anchete împotriva unor publicații precum Novaia gazeta, Eho Moskvî, inoSMI, Mediazona și TV Rain pentru raportări considerate „inexacte” despre bombardamentele din Ucraina și victimele civile. Pe 1 martie 2022, guvernul rus a blocat accesul la TV Rain și Echo of Moscow din cauza acoperirii lor despre invazie. TV Rain și-a suspendat activitatea pe 3 martie 2022, iar frecvențele sale au fost reatribuite postului de propagandă Sputnik Radio.  În martie 2022, Novaia Gazeta și-a suspendat activitatea, iar licența i-a fost revocată oficial în septembrie același an. Cu toate acestea, publicația s-a relansat rapid în Letonia sub numele Novaya Gazeta Europe.
Până în decembrie 2022, peste 4.000 de persoane au fost urmărite penal sub acuzația de răspândire de „știri false” despre războiul din Ucraina. Hugh Williamson de la Human Rights Watch a declarat că aceste legi sunt parte din eforturile Rusiei de a suprima orice opoziție față de narațiunea oficială a Kremlinului despre război.
Din cauza legislației ruse privind știrile false, autoritățile ruse au blocat accesul la Facebook și Twitter, în timp ce TikTok a limitat posibilitatea utilizatorilor ruși de a încărca noi videoclipuri. Un studiu al Tracking Exposed a constatat că, deși TikTok a blocat conținutul din afara Rusiei, a continuat să permită videoclipuri pro-Kremlin și a creat un mediu social dominat de propaganda pro-război.

### În China
Acoperirea mediatică a războiului a fost cenzurată pe scară largă în China. BBC a raportat că multe postări care susțineau oricare dintre părți au fost șterse de pe rețelele sociale . Media chineză a fost acuzată de răspândirea teoriilor conspiraționiste și a dezinformărilor provenite din surse rusești.
În martie 2022, postul de stat China Global Television Network (CGTN) a sponsorizat reclame pe Facebook, promovând narațiuni pro-Kremlin, în ciuda interdicției Meta asupra reclamelor media de stat ruse. CGTN a repetat și afirmațiile nefondate ale Rusiei despre existența unor laboratoare de arme biologice în Ucraina. O directivă internă din presa chineză a ordonat jurnaliștilor să evite relatările negative despre Rusia. Pe rețelele sociale chineze, o mare parte din postări proveneau din surse rusești, iar multe descriau Ucraina negativ sau criticau NATO și Occidentul. În plus, postările care criticau Rusia sau sprijineau Ucraina erau rapid șterse de cenzori.

## Efectele dezinformării rusești

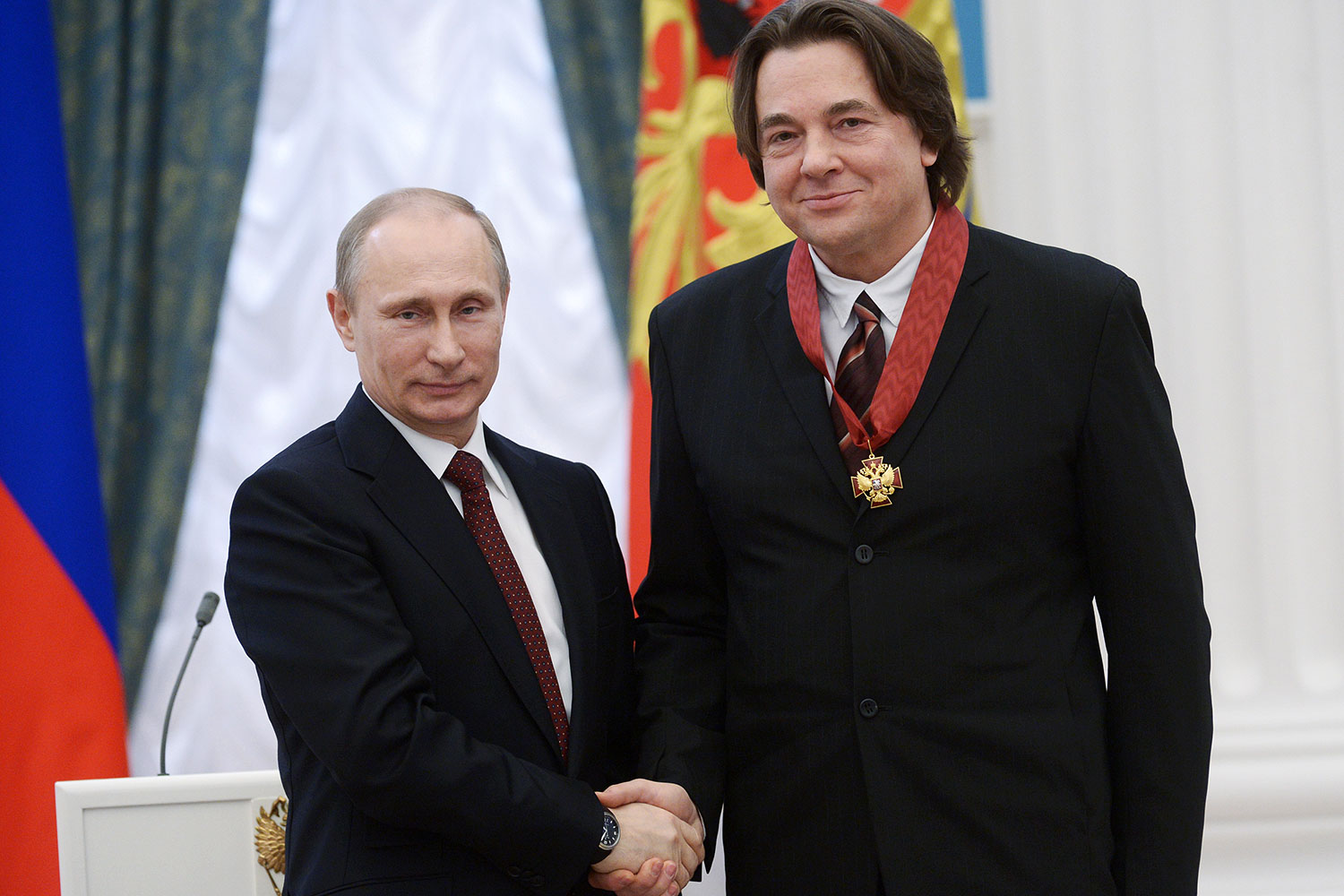
Putin și Konstantin Ernst, șeful principalului post de televiziune controlat de stat din Rusia, Channel One

Facebook a dezvăluit o campanie rusă care folosea conturi false și încercări de piratare a conturilor unor ucraineni importanți. Există rapoarte care indică faptul că personalul guvernului rus caută „conținut organic” postat de utilizatori autentici în sprijinul Kremlinului, asigurându-se că aceste postări nu încalcă regulile platformelor, și apoi amplifică aceste mesaje. Cercetătorii au descoperit că Agenția Rusă de Cercetare pe Internet (IRA) a operat numeroase ferme de troli care trimiteau spam criticilor Kremlinului cu comentarii pro-Putin și pro-război.
În februarie 2022, Eliot Higgins de la Bellingcat a observat că, deși calitatea videoclipurilor rusești de dezinformare a scăzut, acestea rămân deosebit de eficiente pentru generația mai în vârstă din Rusia.
Unii observatori au notat o „luptă între generații” în rândul rușilor în ceea ce privește percepția războiului, rușii tineri opunându-se adesea conflictului, în timp ce rușii mai în vârstă tind să accepte narațiunile promovate de mass-media de stat din Rusia. Katarina Wolczuk, expert asociat în cadrul programului „Rusia și Eurasia” de la Chatham House, a declarat că rușii mai în vârstă „sunt predispuși să gândească în termeni ai narațiunii oficiale, conform căreia Rusia apără vorbitorii de limbă rusă din Ucraina, deci conflictul este privit mai degrabă ca un act de protecție decât de agresiune”. Aproximativ două treimi dintre ruși folosesc televiziunea ca sursă principală de știri zilnice, iar potrivit companiei de informații cibernetice Miburo, aproximativ 85% dintre ruși își obțin majoritatea informațiilor din mass-media controlată de stat.
Mulți ucraineni afirmă că rudele și prietenii lor din Rusia au încredere în informațiile oferite de presa controlată de stat și refuză să creadă că există un război în Ucraina sau că armata rusă bombardează orașe ucrainene.
Unii comentatori occidentali au afirmat că principalul motiv pentru care mulți ruși îl susțin pe Putin și „operațiunea militară specială” din Ucraina are legătură cu propaganda și dezinformarea. Un sondaj realizat în martie 2022 de Centrul Levada a arătat că 43% dintre ruși cred că invazia are ca scop protejarea civililor și a vorbitorilor de limbă rusă din Ucraina, 25% consideră că este pentru a preveni un atac asupra Rusiei, 21% pentru a elimina naționaliștii și a „denazifica” Ucraina, iar 3% pentru a încorpora Ucraina sau Donbasul în Rusia.
În China, India, Indonezia, Malaysia, Africa, lumea arabă, și America Latină, unii utilizatori ai rețelelor de socializare au exprimat simpatie pentru narațiunile rusești. De exemplu, un studiu al Universității Airlangga a arătat că 71% dintre internauții indonezieni au sprijinit invazia, acest sprijin fiind motivat de admirația pentru conducerea autoritară a lui Putin și de alinieri politice anti-americane și anti-occidentale. De asemenea, mulți indonezieni au susținut Rusia datorită relatărilor pozitive despre Ramzan Kadîrov și a zvonurilor conform cărora Regimentul Azov ar fi folosit gloanțe unse cu untură de porc împotriva trupelor cecene musulmane în timpul invaziei.
Un set de patru sondaje realizate de Fundația Anticorupție a lui Alexei Navalnîi între 25 februarie și 3 martie a constatat că proporția moscoviților care considerau Rusia un „agresor” a crescut de la 29% la 53%, în timp ce procentul celor care o vedeau ca pe un „pacificator” a scăzut de la 25% la 12%. Pe 5 aprilie 2022, Alexei Navalnîi a declarat că „monstruozitatea minciunilor” difuzate de mass-media de stat din Rusia este „inimaginabilă” și, din păcate, la fel este și puterea lor de convingere pentru cei fără acces la informații alternative. El a scris pe Twitter că „belicoșii” din mass-media de stat rusească ar trebui considerați criminali de război și sancționați, iar într-o zi, judecați.

## Combaterea dezinformării rusești

Logo-ul NAFO

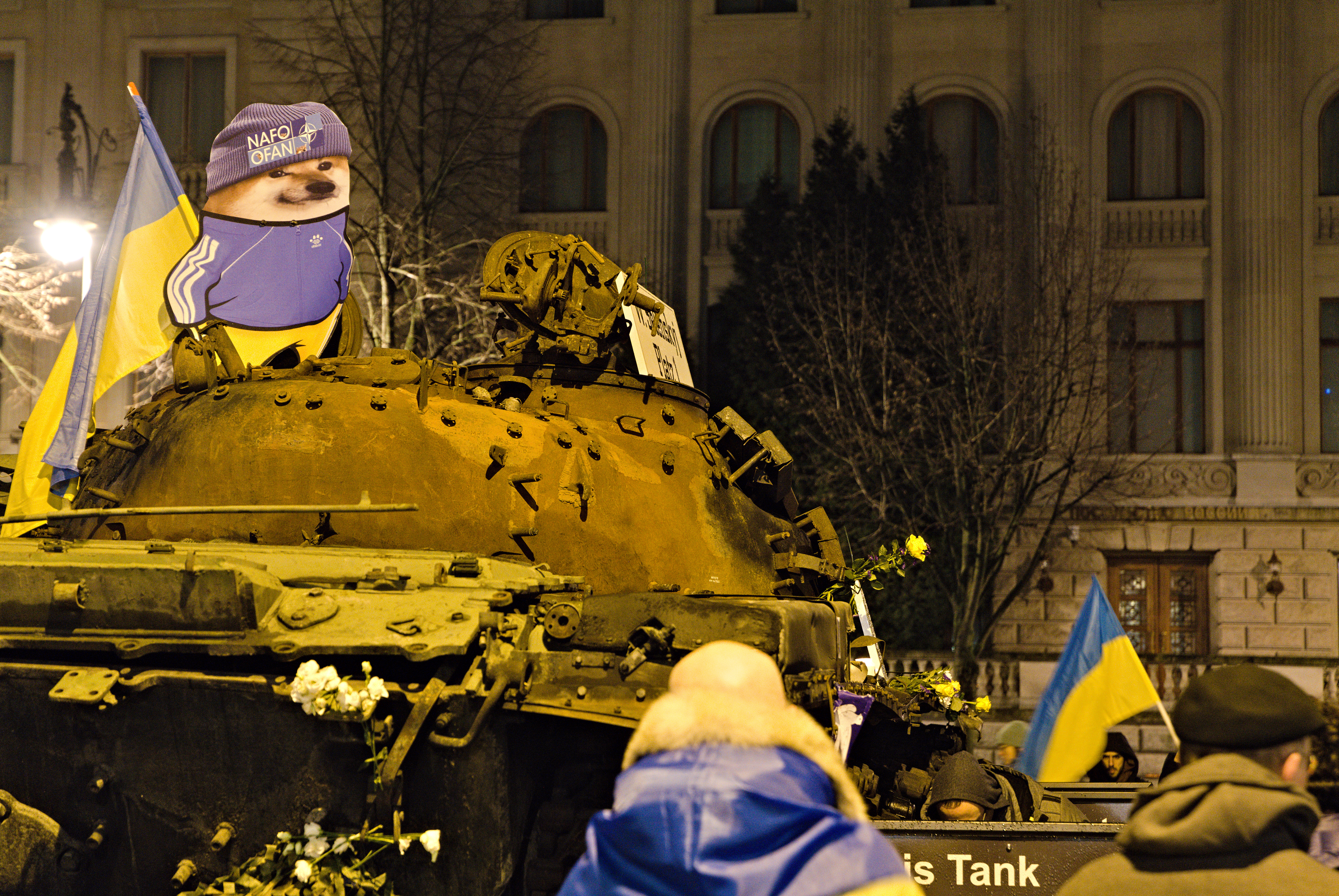
O mascotă NAFO pe un tanc rusesc distrus, expus în fața ambasadei Rusiei din Berlin

Departamentul de Stat al Statelor Unite și Serviciul European de Acțiune Externă al Uniunii Europene au publicat ghiduri pentru a contracara dezinformarea rusească. Twitter a suspendat toate campaniile publicitare în Ucraina și Rusia în încercarea de a reduce răspândirea dezinformării prin reclame. Președintele Comisiei Europene, Ursula von der Leyen, a anunțat la 27 februarie 2022 interzicerea canalelor de știri RT și Sputnik, în UE, după ce Polonia și Estonia luaseră măsuri similare.
Reddit a pus în carantină subredditurile r/Russia și r/GenZedong, după ce acestea răspândeau dezinformări rusești. Subreditele au fost izolate de la căutări și recomandări, iar utilizatorilor care le accesează li se prezintă un avertisment privind conținutul.
Reddit a pus în carantină subredditurile r/Russia și r/GenZedong, după ce acestea răspândeau dezinformări rusești. Subreditele au fost izolate de la căutări și recomandări, iar utilizatorilor care le accesează li se prezintă un avertisment privind conținutul.
În mai 2022 a fost creat grupul NAFO, (North Atlantic Fella Organization), care a folosit meme-uri și comentarii ireverențioase pentru a susține Ucraina și pentru a ridiculiza efortul de război al Rusiei. NAFO a fost considerat de The Washington Post ca având un impact semnificativ asupra fermelor de troli rusești. La 28 august 2022, Ministerul Apărării al Ucrainei a mulțumit public NAFO pe Twitter, folosind o imagine cu un „Fella” îmbrăcat în uniformă de luptă, într-o poziție de apreciere.